# 제8회 KBO 총재기 전국대학야구대회
제8회 KBO 총재기 전국대학야구대회(第8回 KBO 總裁旗 全國大學野球大會)는 대한야구협회에서 주최하는 전국 규모의 대학야구대회이다. 2015년 7월 15일부터 7월 23일까지 남해스포츠파크 야구장에서 개최되었다. 홍익대학교가 동국대학교를 5-4으로 이기고 우승하였다.